# Пелсер, Адриан
Флорентиус Францискюс Адриан Пелсер (нидерл. Florentius Franciscus Adriaan Pelser; 3 июня 1886, Амстердам — 29 апреля 1972, там же) — нидерландский футболист, игравший на позициях защитника, полузащитника и нападающего. 
Один из четырёх братьев Пелсеров, выступавших за амстердамский «Аякс».

## Спортивная карьера
Первым известным клубом Пелсера является футбольная команда «Амстел», в которой он выступал с братом Яном. В 1905 году братья стали членами клуба «Холланд», который проводил свои матчи недалеко от Спарндаммердейка. Футболисты играли в третьем классе Нидерландов, но за три года так и не смогли подняться выше. В декабре 1906 года Адриан с братом были вызваны в сборную Амстердама на товарищеский матч со сборной Гааги. 

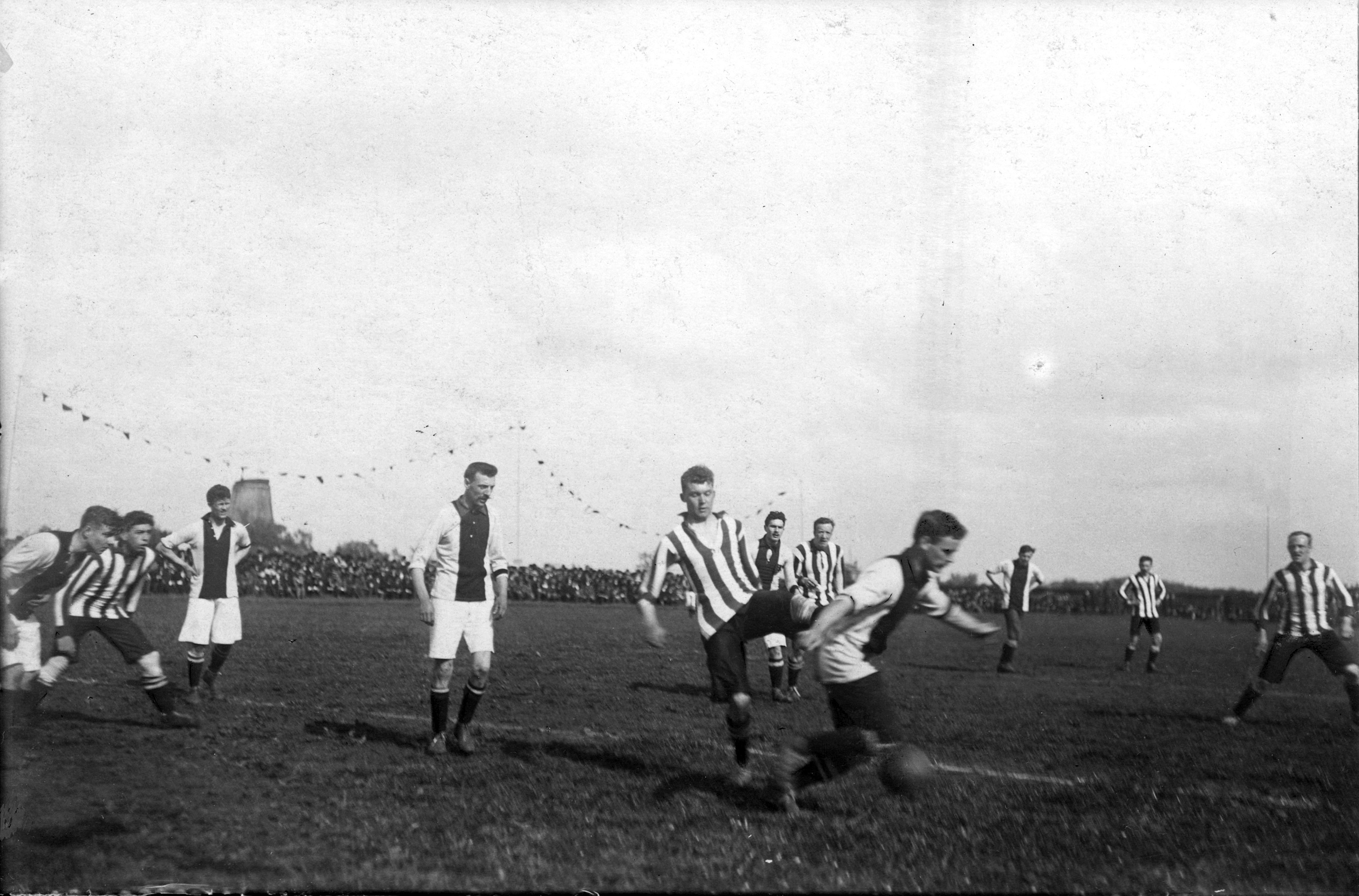
«Спарта» — «Аякс», 16 мая 1912 года (Адриан в центре)

В мае 1908 года «Холланд» выиграл свой главный трофей в истории, став победителем турнира «Золотой крест». В финальном матче команда Адриана со счётом 3:1 обыграла «Аякс». Через два месяца участники того финала объединились — ряд игроков «Холланда» стали выступать за «Аякс». 
Дебют Адриана состоялся 27 сентября 1908 года в матче второго класса против команды ЮСК, завершившемся гостевой победой «Аякса» — 0:3. В первом для него сезоне команда заняла второе место в чемпионате, а также стала победителем турнира «Золотой крест». Его старший брат Ян, игравший голкипером, выступал за «Аякс» на протяжении двух сезонов, а затем в течение 13 лет был членом правления клуба.
В 1911 году футболисты «Аякса» заняли первое место во втором классе, а после стыковых матчей вышли в первый класс Нидерландов. Свою первую игру в чемпионате амстердамцы провели 24 сентября в Харлеме, встретившись с местным клубом ХФК. В том сезоне Пелсер сыграл в чемпионате 9 матчей и забил 1 гол, кроме этого сезон стал дебютным для его младшего брата Йопа. 
За два сезона Адриан сыграл в первом классе 29 матчей, забив в них 6 голов, в основном играл на позиции правого полузащитника и был специалистом по пенальти. В последний раз в составе «Аякса» он выходил на поле 19 октября 1913 года в матче против ХВВ. В том же году в команде дебютировал самый младший из Пелсеров — Фонс. 
В сезоне 1913/14 Адриан сыграл несколько матчей за второй состав «Аякса», а с 1914 года стал играть за команду «Хелдер» из одноимённого города. 

## Личная жизнь
Адриан Пелсер родился в июне 1886 года в Амстердаме. Он был вторым из шести детей Йоханнеса Арнолдюса Пелсера и его жены Хендрики Марии Слиф. Помимо Адриана, в семье было ещё трое сыновей — Ян, Йоп и Фонс, а также две дочери — Хендрика Вилхелмина Мария и Дина Хендрина Мария.
Адриан женился в возрасте 27 лет — его избранницей стала Вилхелмина Аполлония Бломберг, которая была младше него на пять лет. Их брак был зарегистрирован 26 ноября 1913 года в Амстердаме. Супруги проживали в Ден-Хелдере, где у них родилось шестеро детей — трое сыновей и трое дочерей. В ноябре 1914 года у них родилась дочь Йоханна Хендрика Мария, а в мае 1916 года вторая дочь — Вилхелмина Мария. Их первый сын Адриан Флорентиус появился на свет в мае 1918 года, а второй мальчик родился в феврале 1921 года — Корнелис Христоффел. В ноябре 1923 года его супруга родила мальчика Теодорюса Вилхелмюса, а в июне 1926 года девочку — Флорентиа Франциска.
Пелсер имел небольшой обувной магазин в Амстердаме, однако в 1928 году он был признан банкротом.
Умер 29 апреля 1972 года в возрасте 85 лет в Амстердаме.